# Zygmunt Wenda

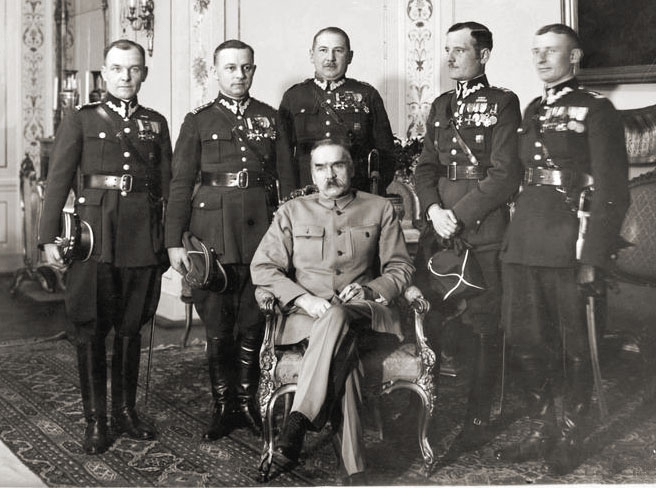
Józef Piłsudski z oficerami 1 DPLeg. Od lewej płk Stefan Biestek, płk Jan Kruszewski, płk dypl. Teodor Furgalski, ppłk Zygmunt Wenda, ppłk Władysław Filipkowski

Zdzisław Zygmunt Wenda (ur. 29 kwietnia 1896 w Rzeszowie, zm. 16 maja 1941 w Budapeszcie) – członek POW, znany polityk OZN, pułkownik dyplomowany piechoty Wojska Polskiego, poseł na Sejm V kadencji w II RP (wicemarszałek Sejmu), Szef Wydziału Opieki Komendy Naczelnej Związku Legionistów Polskich od 1936 roku, kawaler Orderu Virtuti Militari.

## Życiorys
W 1912 r. wstąpił do Związku Strzeleckiego, następnie w latach 1914–1917 służył w Legionach Polskich i Polskiej Organizacji Wojskowej. Był oficerem 1 pułku piechoty. W 1918 rozbrajał wojska niemieckie w Lublinie. W 1920 odznaczony Orderem Virtuti Militari za walki w Białymstoku. 
10 lipca 1922 został zatwierdzony na stanowisku pełniącego obowiązki dowódcy batalionu sztabowego 1 pułku piechoty Legionów w Wilnie. W 1924, likwidacji baonu sztabowego, został wyznaczony na stanowisko kwatermistrza. W grudniu 1925 został przesunięty na stanowisko dowódcy I batalionu. Z dniem 8 października 1926 został przydzielony do składu osobowego Generalnego Inspektora Sił Zbrojnych na stanowisko adiutanta przybocznego. Z dniem 2 listopada 1927 został przeniesiony z GISZ do 1 pp Leg. z równoczesnym powołaniem do Wyższej Szkoły Wojennej w Warszawie, w charakterze hospitanta kursu 1927/29. Z dniem 5 października 1929, po ukończeniu kursu i uzyskaniu dyplomu naukowego oficera dyplomowanego, został przeniesiony do 1 pp Leg. na stanowisko zastępcy dowódcy pułku. Od 1930 pełnił obowiązki dowódcy pułku, a w marcu 1932 został zatwierdzony na tym stanowisku. W kwietniu 1934 został przeniesiony do Generalnego Inspektora Sił Zbrojnych na stanowisko oficera do zleceń.
W 1937 został szefem sztabu OZN (jako następca ppłk. Kowalewskiego) i faktycznie kierował tą organizacją; wprowadził do polityki tej organizacji metody rozkazodawstwa wojskowego. Przez Władysława Pobóg-Malinowskiego oceniany jako „podpułkownik o ambicjach generała, ale polityk domorosły i bardzo niezgrabny”. W listopadzie 1938 r. został posłem tej partii na Sejm V kadencji z okręgu wyborczego nr 24, obejmującego powiaty kielecki i włoszczowski. Na pierwszym posiedzeniu wybrano go wicemarszałkiem izby. Pozostawał wówczas w stanie nieczynnym. 3 grudnia 1938 r. w Sejmie ostro zaatakował jego zdaniem zbyt ostrożną politykę gospodarczą Eugeniusza Kwiatkowskiego, opowiadając się za szerokim programem inwestycyjnym. Został jednak zmuszony do wycofania się ze swych tez, co osłabiło jego prestiż
Był prezesem Związku Wojskowych Klubów Sportowych i wiceprezesem Związku Rewizyjnego Spółdzielni Wojskowych. Wchodził w skład Komendy Naczelnej Związku Legionistów Polskich.
W kampanii wrześniowej 1939 otrzymał przydział mobilizacyjny do Naczelnego Dowództwa w charakterze oficera do zleceń Naczelnego Wodza. Między innymi w nocy z 6 na 7 września wyjechał z Warszawy z rozkazami dla gen. bryg. Skwarczyńskiego. Z Kwaterą Główną Naczelnego Wodza ewakuował się na Węgry, gdzie zmarł wiosną 1941.

## Awanse
- chorąży – 2 lipca 1915[18]
- podporucznik – 1 listopada 1916[18]
- porucznik
- kapitan
- major – zweryfikowany ze starszeństwem z dniem 1 czerwca 1919 (w 1924 zajmował 297. lokatę w korpusie oficerów piechoty)
- podpułkownik – 23 stycznia 1928 ze starszeństwem z dniem 1 stycznia 1928 i 71. lokatą w korpusie oficerów piechoty
- pułkownik – 26 stycznia 1935 ze starszeństwem z dniem 1 stycznia 1935 i 4. lokatą w korpusie oficerów piechoty

## Ordery i odznaczenia
- Krzyż Srebrny Orderu Wojskowego Virtuti Militari (1921)[19]
- Krzyż Niepodległości (4 lutego 1932)[20]
- Krzyż Oficerski Orderu Odrodzenia Polski (11 listopada 1937)[21]
- Krzyż Walecznych (czterokrotnie)
- Złoty Krzyż Zasługi (dwukrotnie: 18 marca 1932[22], 18 lutego 1939[23])
- Odznaka za Rany i Kontuzje[24]
- Order Krzyża Orła III klasy (Estonia, 1933)[25]
- Krzyż Kawalerski Orderu Legii Honorowej (Francja)
- Medal 10 Rocznicy Wojny Niepodległościowej (Łotwa)[26]